# 隧道3D
《隧道3D》（韓語：터널 3D）是一部於2014年上映的韓國恐怖電影，由鄭柔美、延宇振、宋再臨主演；朴奎澤（韓語：박규택）所執導。

## 演員表

### 主要演員
- 鄭柔美 飾 恩珠（은주）
- 延宇振 飾 東俊（동준）
- 宋再臨 飾 奇哲（기철）

### 其他演員
- 鄭時妍（朝鲜语：정시연） 飾 世希（혜지）
- 孫炳昊（손병호） 飾 金先生（김씨）
- 李詩元（朝鲜语：이시원） 飾 柳敬（유경）
- 李載熹（이재희） 飾 榮敏（영민）
- 閔都凞（민도희） 飾 少女
- 裴優熙（배우희） 飾 惠英（혜영）
- 鄭辰（朝鲜语：정진 (1976년)） 飾 前輩
- 盧容九（朝鲜语：도용구） 飾 老礦工
- 宋森動（朝鲜语：송삼동） 飾 礦工
- 柳在眀（朝鲜语：유재명） 飾 煤礦老闆

## 外部連結
- 官方网站 
- 隧道3D的Facebook專頁 
- 《隧道3D》在HanCinema的页面（英文）
- 韩国电影数据库（KMDb）上《隧道3D》的資料